# 257533 Iquique
257533 Iquique è un asteroide della fascia principale. Scoperto nel 1998, presenta un'orbita caratterizzata da un semiasse maggiore pari a 1,8917151 UA e da un'eccentricità di 0,0746171, inclinata di 19,55738° rispetto all'eclittica.